# Milziade Venditti
Milziade Venditti (Casoli, 26 novembre 1880 – 24 ottobre 1955) è stato un magistrato e politico italiano, deputato all'Assemblea Costituente.

## Biografia
Laureato in giurisprudenza, entrò nella carriera della magistratura: iniziò come pretore a Pratola Peligna e divenne presidente del tribunale di Roma, ma fu rimosso dalla carica dal ministro della giustizia Palmiro Togliatti.
Fu deputato all'Assemblea Costituente, eletto nel collegio unico nazionale per il Fronte dell'Uomo Qualunque.
Ebbe diversi incarichi: tra questi, fece parte delle commissione incaricata di indagare su una diatriba accusatoria occorsa tra i deputati Alberto Cianca e Francesco Chieffi, nonché della commissione per l'esame dei disegni di legge.
Terminato il suo mandato come deputato all'Assemblea costituente, non ebbe più incarichi elettivi nazionali.